# Бен-Гур: история Христа
«Бен-Гур: история Христа» (англ. Ben-Hur: A Tale of the Christ) — исторический роман американского генерала Льюиса Уоллеса, впервые опубликованный в 1880 году издательством Harper & Brothers.
В широкой исторической панораме Римской империи I века показывается полная переживаний жизнь иудейского аристократа Иуды Бен-Гура, которая оказалась связанной с жизнью и казнью Иисуса Христа. Сын еврейского князя и друг детства римского патриция Мессалы, Бен-Гур был ложно обвинён в покушении на прокуратора и сослан на галеры. Когда его гнали по пустыне, единственный, кто пожалел его и дал воды, был сын плотника Иисус. Выжив, во время битвы с пиратами Бен-Гур спас жизнь римского командующего и был им усыновлён. Вернувшись в Иудею, Иуда Бен-Гур в гонке на колесницах одолел Мессалу, сделал его калекой и разорил в суде, но его мать и сестра заразились в узилище проказой. На фоне подготовки к антиримскому восстанию Бен-Гур не может понять, кого он любит из двух прекрасных дев — египтянку Айрас, дочь волхва Балтазара, или Эсфирь, дочь своего торгового агента-вольноотпущенника. Лишь Назаретянин смог исцелить мать и сестру Бен-Гура, и смятенный повстанец оказался при Распятии, когда набранные им легионы отказались биться за Назаретянина. Египтянка оказалась тайной возлюбленной Мессалы, пытавшейся отомстить, но безуспешно. В финале обратившиеся в христианство Иуда и Эсфирь живут в Италии и тратят всё своё состояние на поддержку гонимых единоверцев, они основывают первый христианский храм в римских катакомбах.
«Бен-Гур: история Христа» являлся бестселлером с момента его опубликования, побив в США все рекорды по продажам и переизданиям вплоть до выхода в свет «Унесённых ветром» и вернув позиции в 1960-е годы. Некоторые критики называли книгу «наиболее влиятельным христианским романом XIX века». Роман был четырежды экранизирован, многократно адаптировался для сцены и телевидения. Книга переведена более чем на двадцать языков мира, постоянно переиздаётся. Несмотря на неизменную популярность у читателей и воздействие на массовую культуру, «Бен-Гур» не считается шедевром литературы, первое научное издание с комментариями (в серии «Мировые классики») было выпущено в издательстве Оксфордского университета в 1998 году, а монография, исследующая роман и его роль в медиапространстве, была опубликована в 2016 году.

## Сюжет
Роман состоит из восьми частей («книг»), разделённых на неравное число глав, сюжет линейный, действие охватывает период от Рождества Христова до гонений на христиан при Нероне в 60-е годы первого века. Главный герой — Иуда Бен-Гур — приблизительно является ровесником Иисуса из Назарета. Начало повествования точно датировано (часть 1, глава 6 «Яффские ворота»):

По иудаистскому календарю встреча мудрецов, описанная в предыдущих главах, состоялась во второй половине двадцать пятого дня третьего месяца года, что соответствует 25 декабря. На дворе стоял второй год сто девяносто третьей Олимпиады, или семьсот сорок седьмой год от основания Рима, или шестьдесят седьмой год Ирода Великого, или тридцать пятый год его правления, до начала же христианской эры оставалось четыре года.

### Книга первая
Включает 14 глав. Действие начинается в пустыне, где встречаются три мудреца: египтянин Балтазар, индус Мельхиор и афинянин Гаспар, направлявшиеся в Иерусалим, чтобы стать свидетелями рождения бога, несущего добро и справедливость. Одновременно в Вифлеем пробираются плотник Иосиф и совсем юная Мария, понёсшая в чреве своём: по приказу римских властей они должны зарегистрироваться по месту собственного рождения. Из расспросов рабби Самуила, зелота, выясняется, что Мария, дабы сохранить долю семейного имущества, должна быть замужем за родственником; Иосиф приходится ей дядей. Поскольку в небольшой деревне караван-сарай переполнен, плотнику и его жене пришлось устраиваться в пещере, служащей загоном для скота. Три мудреца созерцают яркую звезду в небе, её видят и жители Вифлеема, говоря, что это «лествица Иакова». Пастухи в соседней долине и сторож скота видят, как свет изливается с разверзшихся небес и является дивной красоты человек с крыльями, возвещающий великую радость — в Вифлееме родился Бог Спаситель. Пастухи идут в пещеру, где лежит родившийся у Иосифа и Марии Младенец, и по всей Иудее разносится слух о рождении нового царя. Царь Ирод спрашивает у членов Синедриона, что означает явление звезды и слухи, и получает пророчество Михея о царе иудейском из Вифлеема. Царь вызывает к себе волхвов, требуя выдать, где находится новорождённый, но те твердят, что новый царь спасёт всех людей от несчастий. Они всё-таки находят Младенца и дарят Ему золото, ладан и мирру.

### Книга вторая

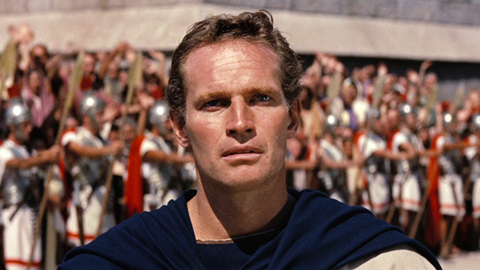
Чарльтон Хестон в роли Бен-Гура в кинопостановке 1959 года

Включает 7 глав. Действие переносится на двадцать один год вперёд. После мучительной смерти Ирода Иудея становится римской провинцией, наместник которой Валерий Грат обитает в Кесарии. В Иерусалиме встречаются друзья детства — 19-летний благородный Мессала, представитель знатнейшего римского рода, связанного с императором, и 17-летний Иуда Бен-Гур. Мессала мечтает о воинских подвигах, Иуда может рассчитывать подняться до первосвященника. Римлянин предлагает своему другу сделку: поддержать его во всех начинаниях, и тогда, возвысившись, он сделает Бен-Гура первосвященником, на что тот отвечает отказом и подвергается осмеянию за «узколобый фанатизм». Мать поддерживает Иуду, ибо род Гуров — одно из старейших и благороднейших еврейских семейств, лелеющих надежду, что евреи вновь воцарятся на своей земле. Отец Иуды князь Итамар Гур умер одиннадцать лет назад, оставив вдову, сына и дочь Тирцу. Иуда хочет стать воином, чтобы научиться у римлян, как их победить. Далее Тирца с Иудой поднимаются на кровлю дома, чтобы посмотреть на шествие римских воинов — в город едет прокуратор, но случайно роняют черепицу, которая попадает в римского чиновника. Толпа в восторге, и принимается забрасывать римлян черепицей и камнями. Иуда арестован вместе с матерью и сестрой, но надеется, что прокуратор поймёт, что вышло недоразумение. Напрасно он просит Мессалу о заступничестве: род Бен-Гуров искоренён, их имущество переходит римскому императору. Далее действие переносится в пустыню, где конвой гонит арестованных к морю — на галеры. Народ сочувствует измученному Иуде, но воду ему поднёс только сын плотника, узнавший у конвоира о каре, положенной Бен-Гуру. Так происходит их первая встреча.

### Книга третья
Включает 6 глав. Осуждённый на галеры Бен-Гур третий год томится на вёслах триремы «Астрея». Когда трибун Квинт Аррий направлен морем в Рим, он обращает внимание на гребца, не понимая его спокойствия, и видя, что у него благородное лицо. Трибун требует гребца к себе и узнаёт его историю, выясняется, что Аррий был знаком с князем Итамаром Гуром, но ничего не может сказать Иуде о судьбе его матери и сестры. Далее на конвой римлян нападают пираты, которые собрали большую эскадру и почти прервали морское сообщение. Во время морского боя галера Аррия «Астрея» потоплена, но Иуда сумел сорваться с цепи, которой был прикован к скамье, и вытащил упавшего в море трибуна — это его единственный шанс обрести свободу. Римляне в тот раз одолели; поднятый на борт уцелевшей галеры бездетный Квинт Аррий объявляет Бен-Гура свободным и усыновляет его, выполнив все необходимые юридические процедуры.

### Книга четвёртая
17 глав. Действие начинается в июле 23 года, когда, проведя в Риме пять лет и став превосходным возничим, Иуда Бен-Гур возвратился на Восток. Он узнаёт, что недвижимое имущество его семьи было арестовано прокуратором, но куда девались деньги, не знал никто. Ходили слухи, что агент Бен-Гуров в Антиохии купец Симонид присвоил капитал Гуров и нажил сказочное состояние. Его арестовали и пытали, но не добились признания; Симонид остался изувеченным и почти не может ходить самостоятельно. Когда перед ним предстал Иуда с перстнем римского гражданина, Симонид потребовал доказательств, что тот из рода Итамара. Однако возмужавший Бен-Гур понравился Эсфири — дочери Симонида, и она ему поверила. Симонид — вольноотпущенник Итамара, его деловой помощник и правая рука, но вновь стал рабом, когда женился на матери Эсфири — рабыне. Всё его состояние принадлежит Бен-Гурам, и Иуда — его законный наследник. Симонид поручает купцу Маллуху узнать, кто такой Иуда на самом деле. Во время состязания колесничих Иуда знакомится с Маллухом и великим лошадником, повелителем Эдома, арабским шейхом Илдеримом. В одном из возничих Бен-Гур узнаёт и Мессалу. Во время посещения Дафнийской рощи и Кастальского ключа Иуда чудом останавливает колесницу Мессалы, кони в которой понесли. Среди спасённых оказался и Балтазар с дочерью. Египтянин пригласил Бен-Гура в пальмовую рощу шейха Илдерима, у которого остановился; его старым знакомым оказывается и Маллух. Илдерим тоже ненавидит римлян, лишивших его власти, и соглашается дать Иуде упряжку, чтобы победить в гонке колесниц, рассчитывая одолеть Мессалу и узнать судьбу матери и сестры. Победу одержит самый искусный. Тем временем Маллух поведал Симониду свои впечатления от рассказов Иуды, а Эсфирь не хочет, чтобы Бен-Гур рисковал собой на ипподроме. Также они рассуждают о судьбе Младенца, которого видел Балтазар, и надеются, что Он вырос и скоро займёт иудейский трон. Об этом узнаёт и Бен-Гур, впрочем, Илдерим скептик и считает Балтазара мечтателем. Мессала же проводит дни в развлечениях, возможный иудейский соперник, усыновлённый римским патрицием, его не пугает. Перед состязанием в пальмовой роще Иуде подали чаши две девы: Эсфирь и египтянка, дочь Балтазара: «И обе они явились ему в одно и то же время под кронами пальм. Которая же?»

### Книга пятая

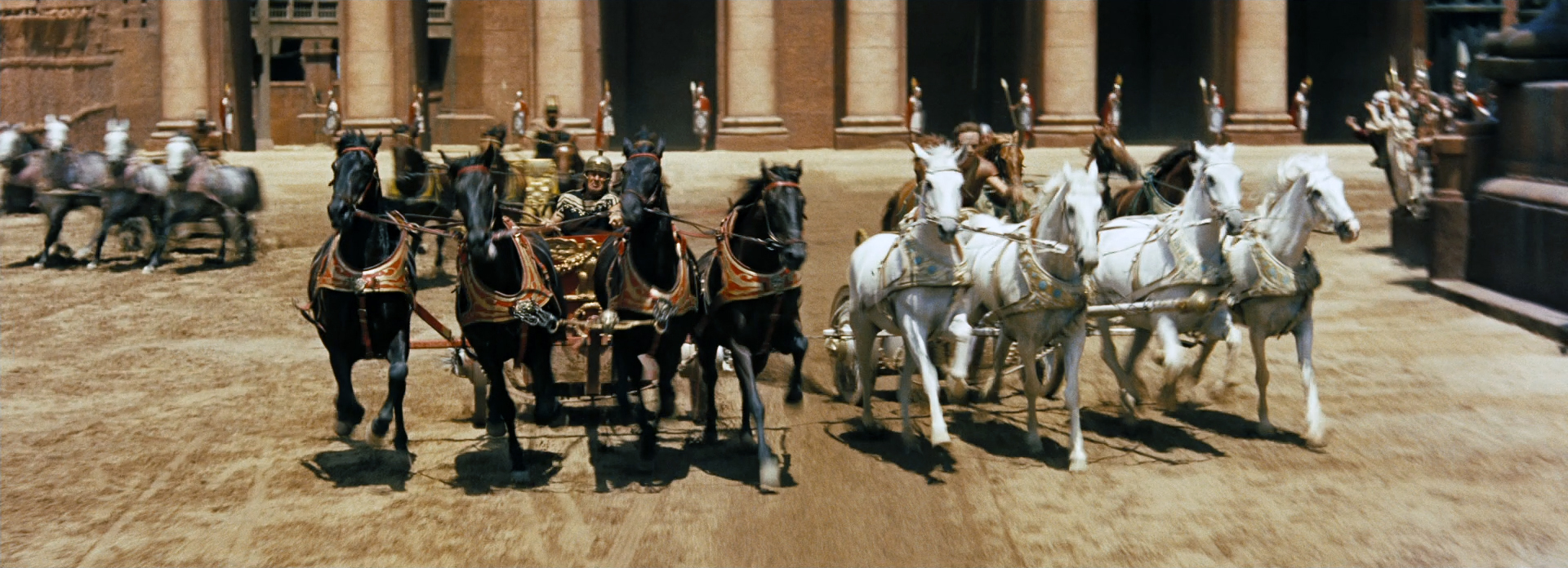
Колесницы Мессалы и Бен-Гура из кинопостановки 1959 года

Включает 16 глав, продолжающих предыдущую часть. Мессала окончательно убедился, что еврей, усыновлённый римлянином — Иуда Бен-Гур, сообщив об этом прокуратору в Кесарию. Место умершего Квинта Аррия занимает Максенций, который не хочет, чтобы евреи претендовали на возвращение конфискованного имущества. Симонид, убедившись в личности Иуды, желает передать ему всё нажитое, но Бен-Гур отказывается, ибо ему нужен союзник, способный разузнать судьбу матери и сестры; взамен он дарует свободу Симониду и Эсфирь. Египтянка Айрас пригласила Иуду прокатиться на лодке и поёт ему элегию, обещая быть на состязании; в Эсфири он видит только сестру, заменившую сгинувшую неведомо куда Тирцу. Отравленный ненавистью Иуда разрабатывает планы использовать наследство Аррия для сбора антиримской армии. На ипподроме Мессала уверен в победе, толпа наряжена в его цвета, и все зрители поставили на него. Напротив, приятель Бен-Гура заставляет Мессалу поставить на Иуду всё состояние. Во время скачек сначала Иуда и Мессала идут вровень, затем римлянин вырвался вперёд, но на последнем круге его заносит, Бен-Гур ударяет сзади, колесница разбивается. Римлянин растоптан скачущими лошадьми и навсегда остаётся калекой. Айрас, оказавшаяся агентом римлян, под видом свидания заманивает Бен-Гура в пустой дом, куда приходит убийца — саксонец Тор. Иуде удаётся подкупить его (предложив 4000 сестерциев) и договориться обмануть заказчика покушения, который также заплатил северянину. После этого Бен-Гур посвятил во все планы Симонида, прощается с Эсфирью не как с сестрой, и под вымышленным именем уезжает в Иерусалим на поиски родных. Симониду предстоит распускать слухи о его исчезновении.

### Книга шестая
Включает 6 глав. Новоназначенный прокуратор Понтий Пилат проводит ревизию тюрем и обнаруживает мать и сестру Бен-Гура, которых Мессала посадил в камеру для прокажённых в Антониевой башне. Произошло совпадение: мать и Тирца приходят в свой опустевший дом одновременно с Иудой. Он спит на ступенях, и мать не решилась показаться ему. Бен-Гур застал лишь старую служанку-египтянку Амру, которая ничего не знала о хозяевах, Симонид подбрасывал ей денег, она следила за домом и отпугивала потенциальных покупателей. Лишь потом Амра стала носить хозяйкам пищу в долину прокажённых в пустыне, дав клятву, что ничего не скажет Иуде. Когда ему всё-таки открывается правда, прокажённых женщин уже изгнали из долины. Амра и Балтазар убеждают Иуду посетить проповедь Иисуса из Назарета. Бен-Гур присоединяется к восстанию против прокуратора, который взял деньги из храмовой казны для строительства акведука. Евреи просят Пилата отказаться от взимания жертвенных денег, но прокуратор посылает переодетых солдат, чтобы расправиться с вожаками протестующих. Бен-Гур убивает римского провокатора на глазах галилеян и скрывается, породив надежду на скорое возвращение истинного иудейского царя.

### Книга седьмая
Включает 5 глав. Иуда Бен-Гур тратит состояние, чтобы собрать в Вифании несколько легионов и научить их военному делу, готовя пришествие Царя иудейского. До него доходят известия, что в Иерусалим пришёл новый пророк; в дороге он вновь встречает Балтазара с Айрас, египтянка ведёт себя как ни в чём не бывало и восхищена смелостью Бен-Гура, а её отец жаждет прикоснуться к ногам Спасителя. После изложения Айрас мифа об Исиде Иуда признаётся ей в любви. Далее они попадают на проповедь некоего Иоанна из Назарета, и в самом конце с просьбой о крещении приходит ещё один человек, которого пророк именует Агнцем Божьим, утверждая, что в назначенный час Он возьмёт на себя всю скорбь мира. Иуда узнаёт в Агнце сына плотника, напоившего его водой много лет назад.

### Книга восьмая

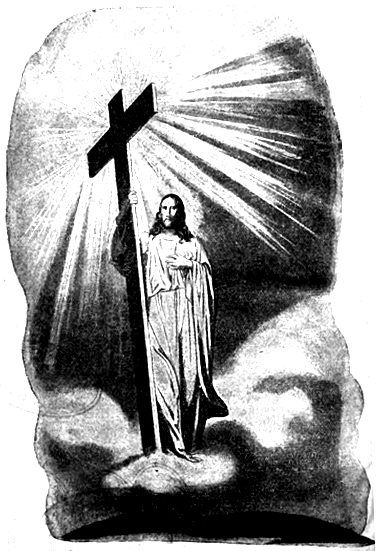
Иллюстрация из польского перевода романа

Включает 10 глав, в первой из которых действие переносится на три года вперёд. Иуда выкупает своё поместье под Иерусалимом, в котором селятся Балтазар с Айрас. Симонид и Эсфирь тоже приезжают в город, и останавливаются в доме Гуров. Симонид строго предупреждает дочь, что, несмотря на искреннюю любовь к Иуде, он её хозяин, и сердце его отдано египтянке. Айрас честолюбива и рассчитывает через замужество перебраться в Рим, и всячески третирует Эсфирь, рассказывая об их с Бен-Гуром любви. Сам Иуда ожидает прибытия Спасителя, ибо сам видел, как Он творил чудеса, исцелял слепых и прокажённых, превратил воду в вино и накормил двумя рыбами и семью хлебами пять тысяч человек. Амра продолжает помогать старшей и младшей хозяйкам, которые таятся в пещере под городом. Мать с Тирцей тоже хотят прикоснуться к пророку, который может исцелить их, и идут на дорогу к Иерусалиму. Изуродованная болезнью Тирца более не в состоянии идти и падает, и лишь весть, что Спаситель уже идёт, заставляет её подняться. Навстречу им валит многотысячная толпа, славящая Царя Иудейского. Люди хотят закидать прокажённых женщин камнями, но Спаситель говорит: «Да будет дано тебе по твоей вере так, как ты того хочешь». Исцеление действительно происходит, далее Иуда, следующий в процессии, видит здоровых мать и сестру, которые недоумевают, почему же он вооружён.
На празднование Песаха в Иерусалим стекается множество людей, в том числе легионеры Иуды, который узнал, что Спасителя хотят убить. Айрас в этот момент заявляет, что узнала все тайны Бен-Гура, и будет молчать, только если он вернёт состояние Мессале (судья вынес решение в пользу не-римлянина), шантажируя доносом Сеяну. Иуда с достоинством сообщает, что не владеет никаким недвижимым имуществом, «а деньги эти, как и выручка от продаж, уже странствуют по рынкам всего света в виде векселей», которых ищейки Сеяна не отследят. Провожая Айрас, Бен-Гур с церемонной вежливостью желает египтянке мира. Ночью Иуда видит толпу, возглавляемую Иудой Искариотом, и оказывается в Гефсимании, где предлагает Спасителю вооружённую помощь, но Он отказывается. Автор отождествил Бен-Гура с молодым человеком, бежавшим нагим из сада (Мк. 14:51-52). Наутро посыльный сообщает, что Назаретянина судили, и что римлянин Пилат был милосерднее к Нему, чем Каиафа и Синедрион, а на Голгофе уже воздвигают крест. Это последний шанс вернуть Иудее истинного царя-пророка, но неожиданно воины Иуды заявили, что они на стороне первосвященника. Когда Бен-Гур добрался до места, «можно было подумать, что весь обитаемый мир был представлен здесь, чтобы присутствовать при распятии». По дороге он встречает Симонида с Эсфирью, и бледного, как смерть, Балтазара, который простонал: «Ещё раз увидеть Его! О, сколь ужасен для мира сей день!» Собравшиеся галилеяне говорят, что Назаретянин не царь, но за свободу они готовы встать рядом с Бен-Гуром у креста на Голгофе. Однако высшая сила лишила Иуду Бен-Гура решимости и повела своим путём. Когда казнь свершилась, на Иерусалим пала тьма, и Иуда сказал: «Это не облако и не туча. Духи, обитающие в воздухе, — пророки и святые — пытаются из милосердия скрыть Его страдания от наших взоров. Истинно говорю тебе, Симонид, распятый там есть Сын Божий». Далее Бен-Гур попытался напоить Распятого из губки, как когда-то Он спас его от смерти, но уже поздно: кровь Назаретянина пала на первосвященников и толпу. «Когда после распятия на небе снова воссияло солнце, стало видно, что на холме остались только мать Назаретянина, Его ученики, преданные Ему галилейские женщины и Бен-Гур со своими друзьями». Балтазар не пережил крёстных мук Спасителя и умер вслед за ним; Айрас и слуги бежали неведомо куда.
Спустя пять лет римский гражданин Бен-Гур с женой Эсфирью обитает на вилле в Мизенах, у них двое детей. «Время милостиво обошлось с ней. Она пребывала в расцвете своей красоты». Однажды на виллу приходит преждевременно состарившаяся неряшливо одетая женщина, которая когда-то была Айрас, дочерью Балтазара. Она лишь кратко сообщила, что убила Мессалу, к которому бежала в день распятия, ибо поняла, что быть римлянином — это значит быть жестоким. Она была наказана так, «что даже Иуде стало бы меня жаль». Айрас отказалась дожидаться Бен-Гура или рассказывать Эсфири подробности и исчезла навсегда. По-видимому, её жизненный путь оборвался в водах залива: «Будь у него язык и желание, он мог бы поведать нам об Айрас».
Симонид дожил до глубокой старости, щедро жертвуя своё состояние на нужды Сирийской церкви. На десятом году правления Нерона (64 год) пришли известия о гонениях на христиан, одновременно погибший на войне с парфянами сын шейха Илдерима завещал Бен-Гуру пальмовую рощу в Антиохии в вечное владение. Иуда принимает решение отправиться в Рим, помогать страдающим братьям, и Эсфирь просит отправиться с ним: они решили основать в Риме христианский храм, чтобы погребать там тела мучеников, дабы никто не мог осквернить их.

Если кто-нибудь из моих читателей окажется в Риме, то пусть спустится в катакомбы Сан-Каликсто, более древние, чем Сан-Себастьяно. Там он сможет увидеть, во что превратилось богатство Бен-Гура, и вознести ему благодарность. Именно из этой гробницы христианство вышло на белый свет, чтобы повергнуть в прах цезарей.

## История создания и публикации

### Предыстория

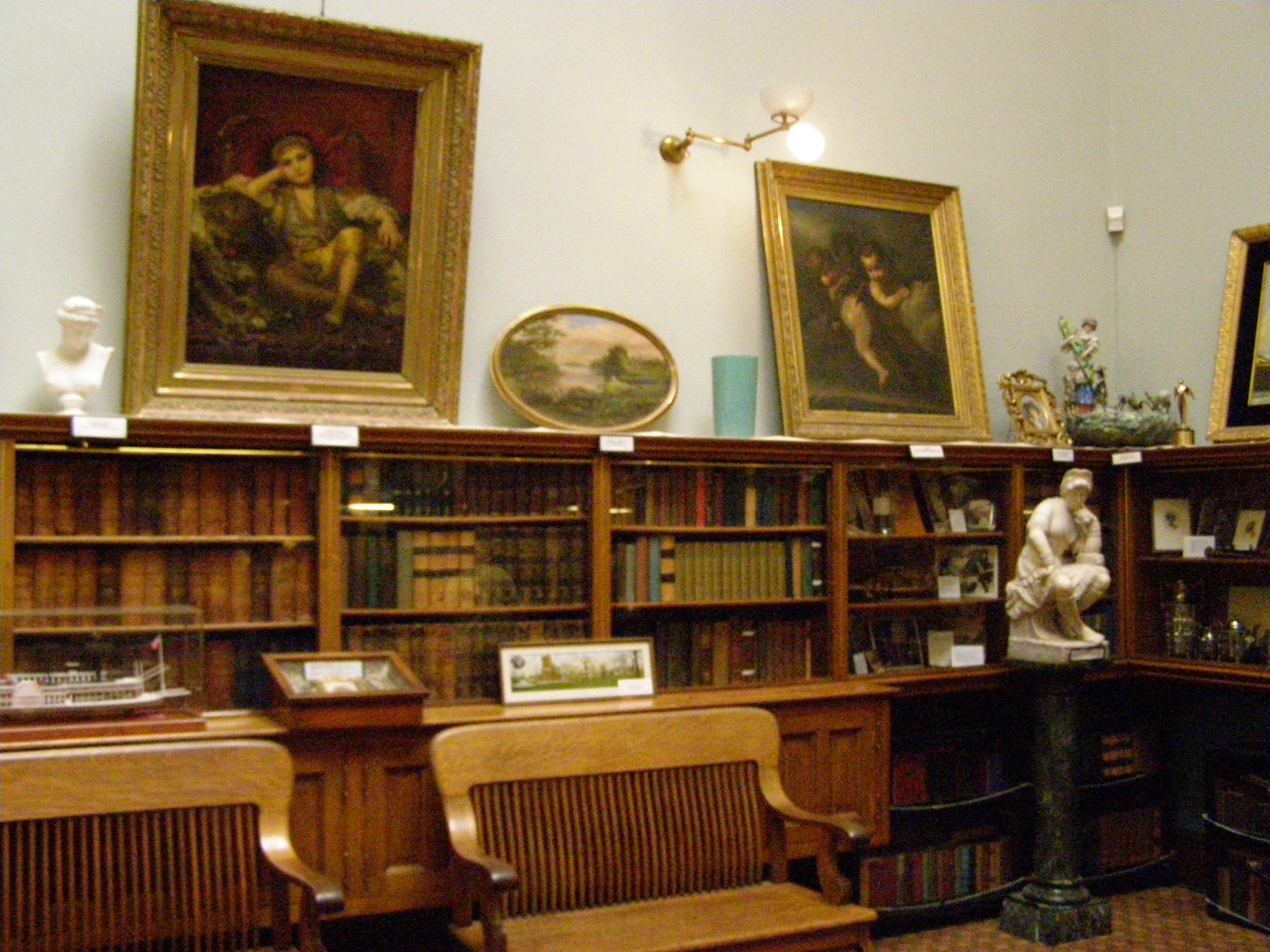
Рабочий кабинет Л. Уоллеса в Крофордсвилле, Индиана в 2007 году

Основным источником по фактологии создания романа является автобиография самого автора, которая практически лишена эмоциональных оценок и представляет собою сухой отчёт. Литературовед Джон Соломон отмечал, что Льюис Уоллес сильно отличался от профессиональных американских писателей XIX века, так как не имел не только гуманитарного, но и формального общего образования (самый молодой генерал Гражданской войны даже не посещал Вест-Пойнт), и никогда не имел отношения к журналистике или издательскому делу. До написания своего романа он не покидал пределов США и Мексики, и не совершал европейского гран-тура. В отличие от Эдгара По и Генри Торо, он не владел ни классическими, ни библейскими языками. В отличие от Бичер Стоу, Ральфа Уолдо Эмерсона, Стивена Крейна и Генри Джеймса, Уоллес не только не имел отношения к священству, но и не принадлежал ни к одной из церковных деноминаций. Уоллес определял себя как агностика, которому безразличны вопросы внетелесного или загробного существования. Европу и Святую Землю он посетил в возрасте пятидесяти с лишним лет, когда был назначен послом США в Османской империи и опубликовал два романа. Отчасти, недостатки образования Уоллеса компенсировались его женой — дочерью банкира Сьюзан Арнольд Элстон, которая училась в латинской квакерской школе, и имела артистические амбиции, сочиняла стихи и прозу.
С юности и на всю жизнь излюбленным чтением будущего генерала стал Плутарх в переводе английских поэтов Джона и Уильяма Лэнгхорнов (впервые издан в 1770 году, в США многократно издавался с 1804-го), что неоднократно упоминалось и в частной переписке, и в публичных выступлениях. В 16-летнем возрасте Льюис прочитал «Завоевание Мексики» Прескотта, которое (вкупе с его впечатлениями очевидца во время войны с Мексикой) стало основой первого романа Уоллеса «Справедливый Бог». Литературный талант у молодого военного разглядел профессор семинарии в Индиане, а затем и Северо-Западного христианского университета Сэмюэл Клайнфельтер Хошур (1803—1883), который привил Уоллесу пожизненный навык непрерывного самообразования, а также познакомил с творчеством Шекспира и Байрона и Новым Заветом. Быстрый карьерный рост Льюиса обеспечивался тем, что сестра Сьюзан Уоллес была замужем за юристом Генри Лейном, который сразу же после избрания губернатором Индианы был избран в Сенат, а следующим губернатором стал одноклассник Уоллеса Оливер Мортон. Ещё в 1870-е годы генерал Уоллес увлёкся историей библейских волхвов, интерпретируя сюжет как исторический, и около 1873 года решился написать на эту тему роман, который можно было бы напечатать с продолжением. Этому способствовал успех «Справедливого Бога», напечатанного в Бостоне и разошедшегося семитысячным тиражом.
В письме сестре Агнес от ноября 1874 года впервые упоминается персонаж Иуда Бен-Гур; в это время Уоллес активно занимался в Библиотеке Конгресса изучением материалов по истории Рима и Палестины, и к концу года завершил большой рассказ объёмом около 20 000 слов. Предположительно, главным консультантом его стал директор библиотеки Споффорд, земляк и сослуживец генерала. За это время, по собственному признанию, генерал начал воспринимать библейское предание с «почтительным трепетом», так как увидел в евангельских персонажах живых людей. На этом работа над романом надолго остановилась. 19 сентября 1876 года Уоллес прибыл на Третий национальный конгресс ветеранов, проходивший в Индианаполисе, где его неприятно поразил воинственный антихристианский дух полковника Роберта Ингерсолла, который любил делиться своими взглядами со всеми подряд. Общаясь с ним, по собственному признанию, Уоллес осознал «глубину своего невежества» в вопросах церковной истории и библеистики, и «решился изучить все эти вопросы хотя бы ради удовольствия иметь убеждения того или иного сорта». Поскольку он не собирался переходить ни в одну из церквей, и не доверял «профессорскому богословию», единственным методом разрешения противоречий было написание большого романа о Христе. Уже готовый текст о волхвах и Рождестве показался подходящим зачином для эпического повествования, которое непременно должно было завершиться распятием. Евангельские события должны были предстать через восприятие Бен-Гура на фоне религиозно-политической ситуации в мире первого века, появление Спасителя в котором было глубоко обусловленным. Помимо Бен-Гура и его семьи, был введён персонаж римлянина Мессалы, а также волхв Балтазар, который должен был воедино связать начало и конец истории. Примерно в середине 1870-х годов Уоллес написал трагедию в стихах, посвящённую временам императора Коммода, главный сюжет которой был выстроен вокруг вымышленного восстания рабов, подавленного из-за предательницы. Этот образ, предвосхищение Айрас, потом перекочевал в роман. Предназначенная для постановки на сцене пьеса была отвергнута агентом Лоуренса Барретта, но позднее была опубликована за счёт автора.

### Работа над текстом. Публикация

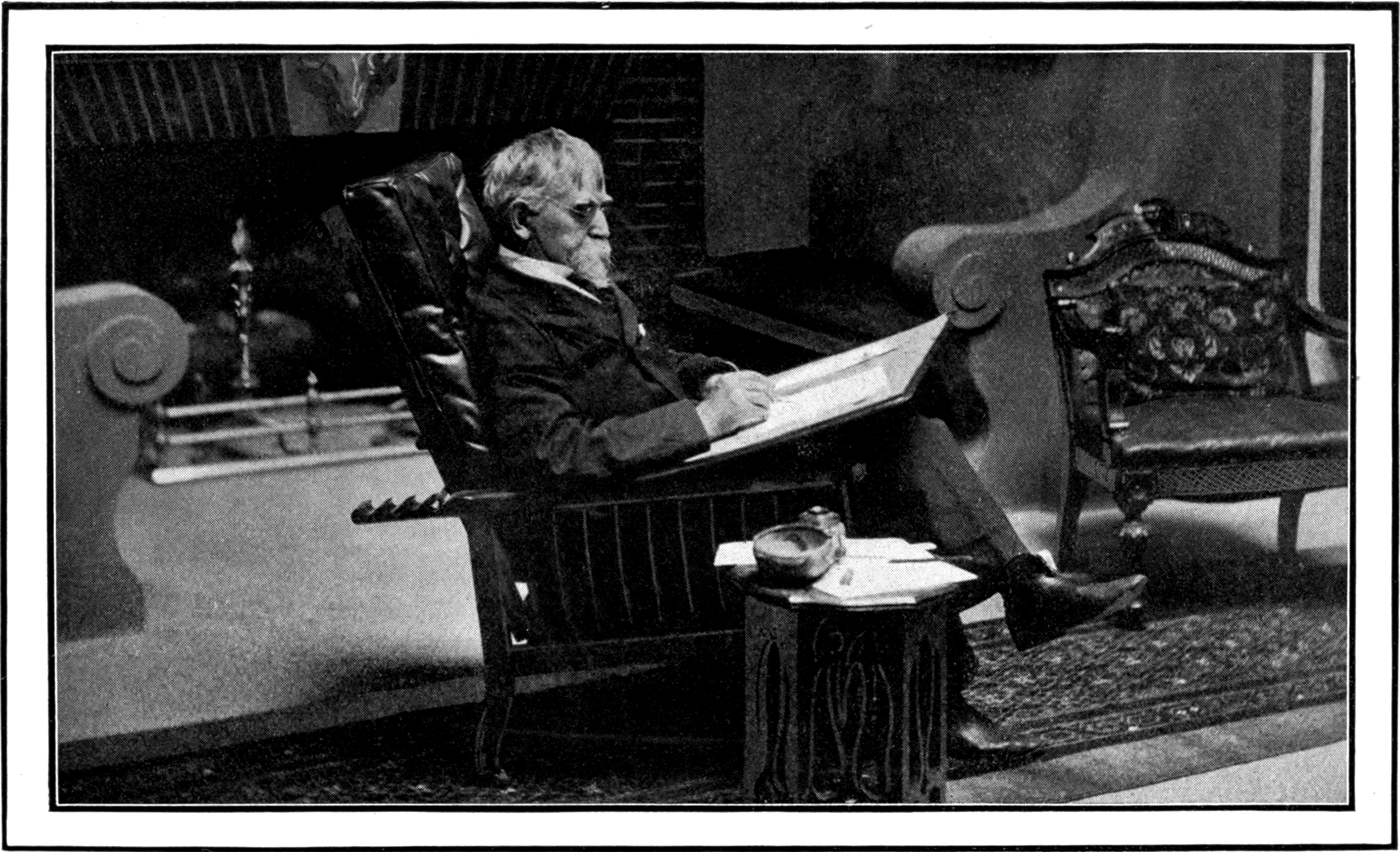
Льюис Уоллес за работой (черновики генерал писал на грифельной доске). Фото 1901 года

Биографы Уоллеса — Роберт и Кэтрин Морсбергеры — предполагали, что сюжет о Бен-Гуре разрабатывался генералом отдельно, и стал частью большого повествования о Евангелии и Балтазаре только после встречи с Ингерсоллом. Переписка свидетельствует, что Уоллес колебался, предполагая, что «христианский мир не потерпит романа, в котором Иисус Христос станет главным героем…, но Он должен был явиться, говорить и действовать на протяжении всего повествования». Требовалось также добиться остросюжетности и драматизма, избегая притом поучений. Он вновь погрузился в литературу и общался с путешественниками в Италию и Святую Землю (где никогда не был сам), чтобы добиться максимальной конкретности и зримости описаний. Любя Плутарха, Уоллес читал Иосифа Флавия и Эдуарда Гиббона, чтобы научиться эпическому стилю и получить как можно больше исторических фактов. Убедившись, что этого недостаточно, он расписал большой круг вопросов, необходимых для романа: «устройство и управление триремой; особенности езды на верблюде и управление колесницей; география Иерусалима и Антиохии; рельеф, вода и растительность пустыни; обычаи, костюмы, и нравы греков, римлян, египтян и израильтян». Пришлось совершить специальную поездку к учёным Вашингтона и Бостона, чтобы непротиворечиво представить, как располагались на римской галере скамьи и вёсла гребцов. В автобиографии содержится воспоминание о могучем буковом дереве в доме жены писателя в Крофордсвилле (штат Индиана), в тени которого он работал на летних вакациях. Уоллес хотел, чтобы его повествование было реалистичным, насколько возможно, и не походило на «сентиментальный трактат для воскресной школы». Генерал был полностью захвачен своим романом, и писал его даже в поездках, пока ждал поезда на вокзале, а затем поднявшись в вагон. Песня Тирцы была написана во время ожидания опаздывающего поезда из Индианаполиса. С 1878 года Уоллес был губернатором территории Нью-Мексико и ухитрялся работать над своим романом по вечерам и в выходные, после своих основных обязанностей. Впрочем, в одном из частных писем 1890 года мельком упоминается, что к моменту назначения губернатором были готовы пять книг из восьми, а после окончания рабочего дня он запирался в кабинете и до полуночи работал над романом. «Поэтому офис губернатора в Санта-Фе стойко ассоциируется у меня с распятием». Сохранилось письмо жене Сьюзан от 4 декабря 1879 года с благодарностями за консультации по завершающей восьмой книге.
Судя по письму жене, 9 января 1880 года Уоллес начал переписывать беловую рукопись для подачи в издательство. В черновике роман именовался «Иуда: повесть о Христе», когда и при каких обстоятельствах «Иуда» превратился в «Бен-Гура», неизвестно. Предположительно, это было решение издательства, куда губернатор отправился в апреле, взяв отпуск. Глава нью-йоркского издательства Джозеф Генри Харпер опасался, будет ли содержание приемлемым для американских читателей, на что Уоллес заверил его, что «роман ничем не оскорбит чувств истинного христианина». Первоначально Харпер отдал рукопись «главному читателю» (principal reader) Джорджу Рипли, который был христианским либералом и унитаристом, не представляющим себе потенциальную аудиторию романа. Роман Рипли не понравился («нелегитимен как литература»), но всё-таки он рекомендовал рукопись к печати, отчасти, из-за общественного статуса Уоллеса, который был бы полезен для фирмы. Бета-ридер издательства, профессор Карлтон Льюис Браунсон (составитель краткого англо-латинского словаря) назвал роман «смелой попыткой соединить светскую историю и Новый Завет», заявив, что в «книге присутствует очарование реализма без ущерба благоговейности, с которой рассмотрен основной предмет повествования». Льюис предсказывал книге большой коммерческий успех, рукопись была подписана к печати 12 октября 1880 года. Первый тираж вышел в свет ровно через месяц. Роман был снабжён посвящением «Жене моей юности», что многие читатели восприняли как признание, что писатель овдовел, а некоторые задавали вопросы, сколько жён было у генерала Уоллеса. С 1884 года эпиграф печатался в виде: «Жене юности моей, которая всё ещё пребывает со мною». 27 ноября 1880 года вышло британское издание в шестипенсовой серии, распространяемой в поездах.
Размер роялти по контракту был стандартным, достигая 10 %; статья 3 контракта предусматривала дополнительный раздел прав между автором и издательством в случае коммерческого успеха переводов или переделки текста для сцены. Первоначальный успех продаж был скромным, впрочем, и Л. Уоллес в переписке с сыном отмечал, что не рассчитывал на роялти большее, чем 100 долларов в год. Исторический жанр казался в то время устаревшим, а отзывы критиков были недоброжелательными. К марту 1883 года суммарно в США было распродано 16 000 экземпляров, что принесло писателю 2800 долларов. Постепенно интерес публики к роману возрастал, в середине 1883 года издательство продавало по 600 экземпляров в месяц, а в 1886 году этот показатель возрос до 4500. Ещё в ноябре 1884 года «Бен-Гур» стал самой продаваемой книгой издательства Харпера, и к февралю 1885 года разошлось 48 245 экземпляров; половина этого количества разошлась за год (в среднем, 75 экземпляров в день). Роялти за шесть месяцев 1886 года составило 3295 долларов 12 центов; продажи «Бен-Гура» подстегнули интерес к другим сочинениям Уоллеса, и в 1886 году он суммарно получил отчислений на 11 тысяч долларов. К 1890 году «Бен-Гур» возглавил многочисленные списки «Книг года», «Книг десятилетия», «Книг столетия», «Романов, который должен прочитать каждый», и так далее. До конца XIX столетия книга выпускалась в продажу по издательской цене 1 доллар 50 центов.
Первое издание романа было снабжено нейтральной серой обложкой с изображением цветов, которая очень не нравилась миссис Уоллес. С 1887 года стандартной стала обложка с изображением Вифлеемской звезды, отбрасывающей лучи на всю правую верхнюю сторону книжного переплёта.

### Источники. Творческий метод Лью Уоллеса

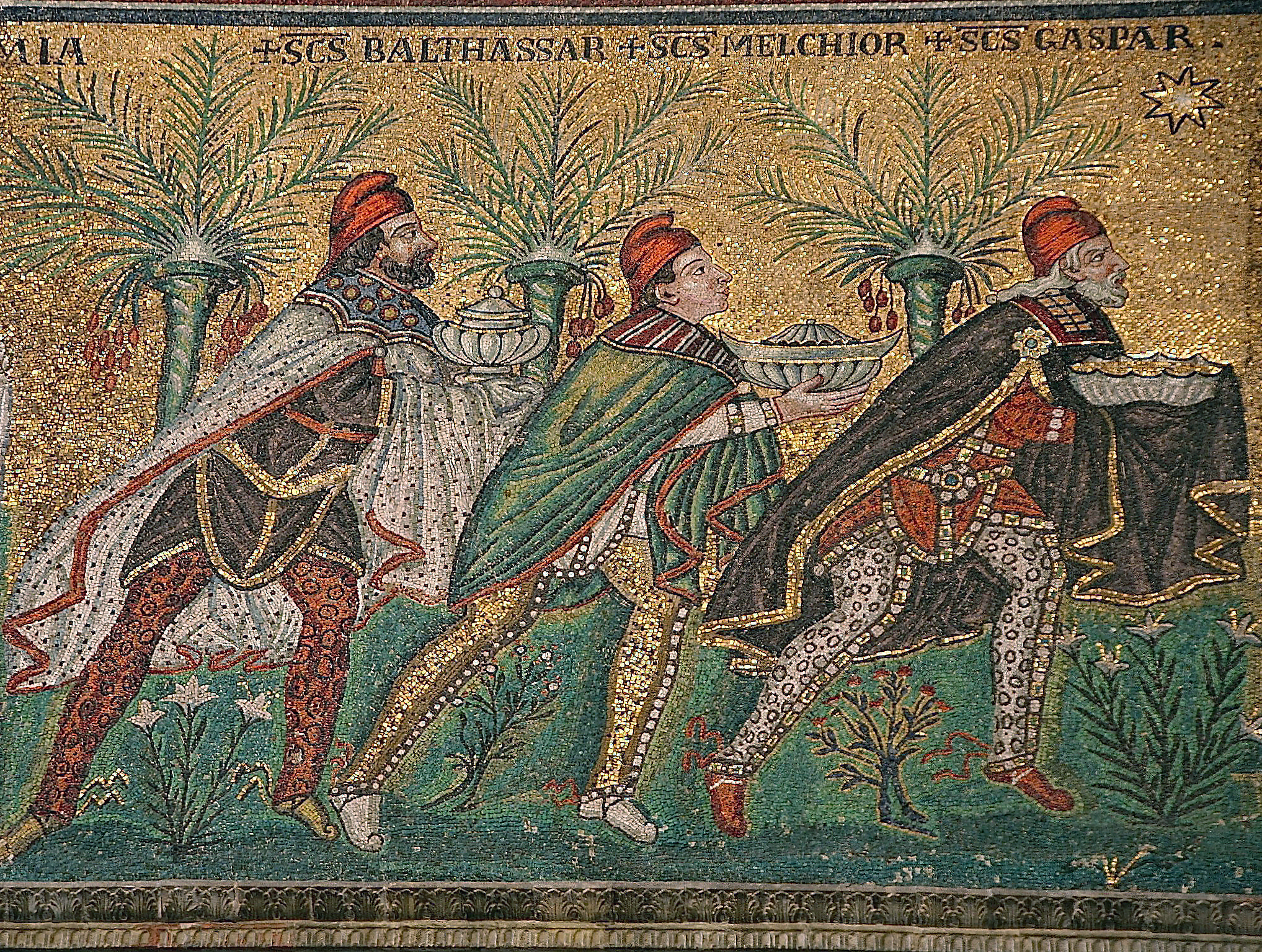
Три волхва. Византийская мозаика из Сант-Аполлинаре-Нуово, Равенна VI века (имена добавлены при реставрации в XVIII веке). Византийское искусство обычно изображает волхвов в персидской одежде, которая включает штаны, накидки и фригийские колпаки

### Персонажи и их прототипы

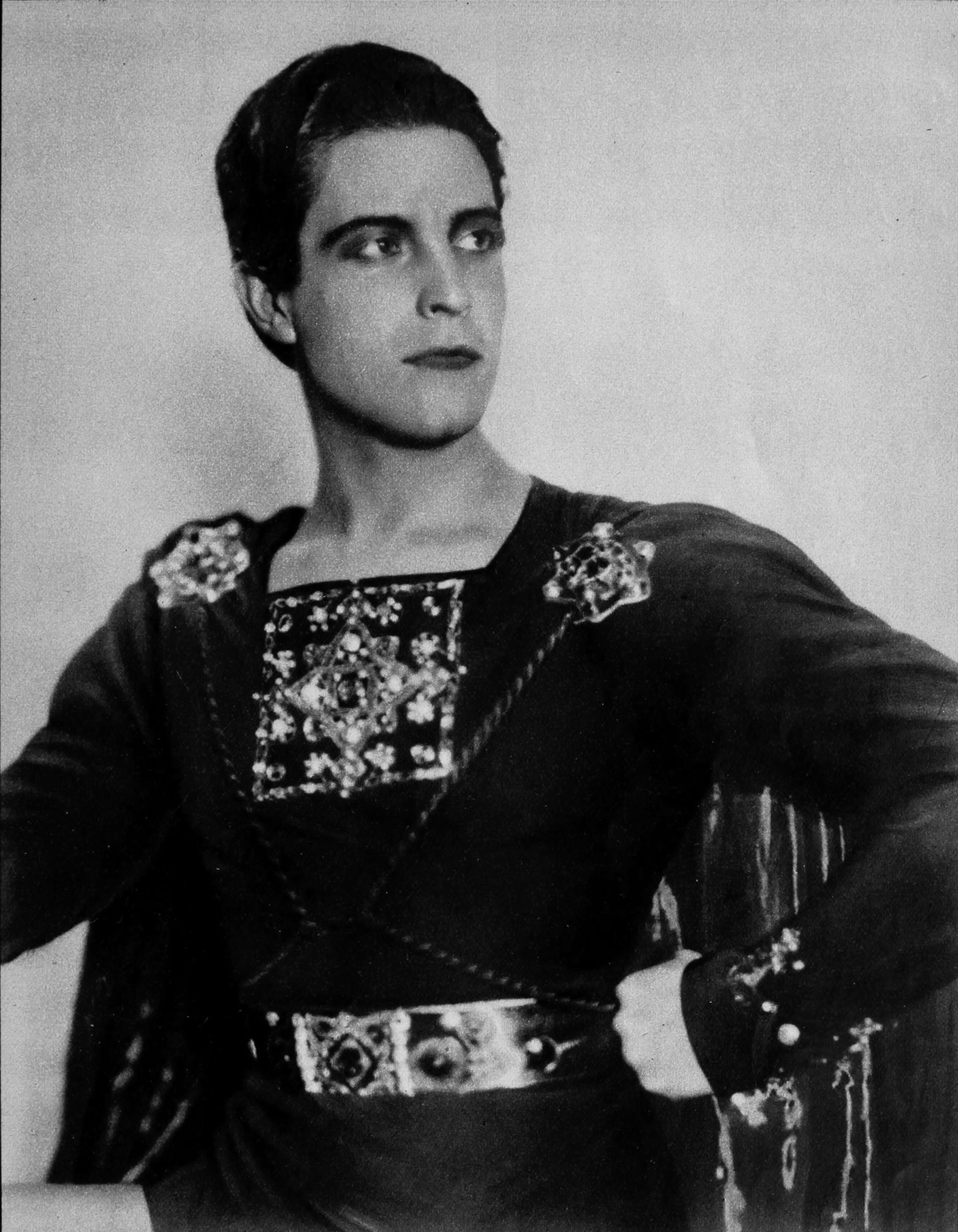
Рамон Новарро в роли Иуды Бен-Гура в кинопостановке 1925 года

Экранные воплощения персонажей «Бен-Гура»
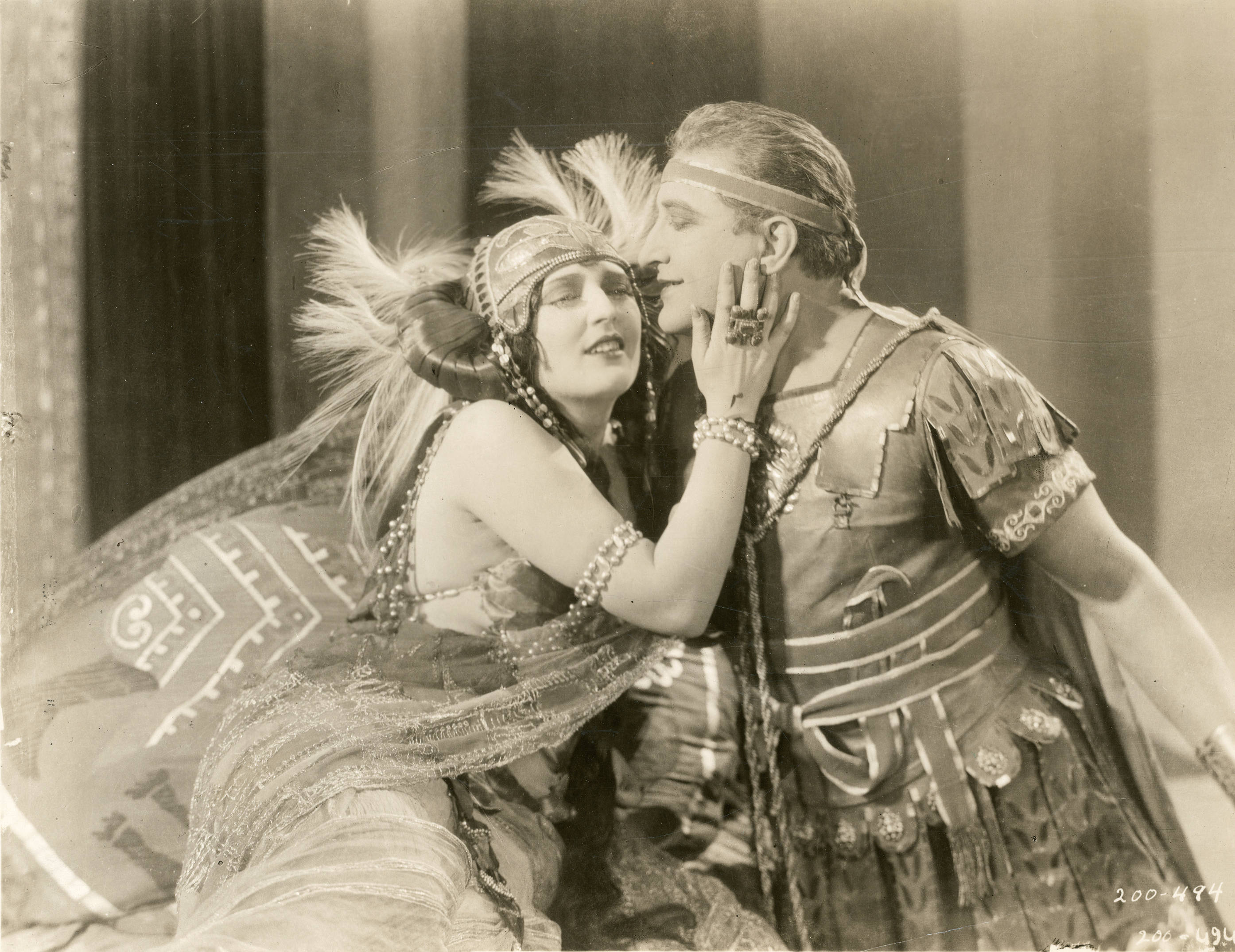
Бен-Гур и египтянка Айрас. Сцена из экранизации 1925 года
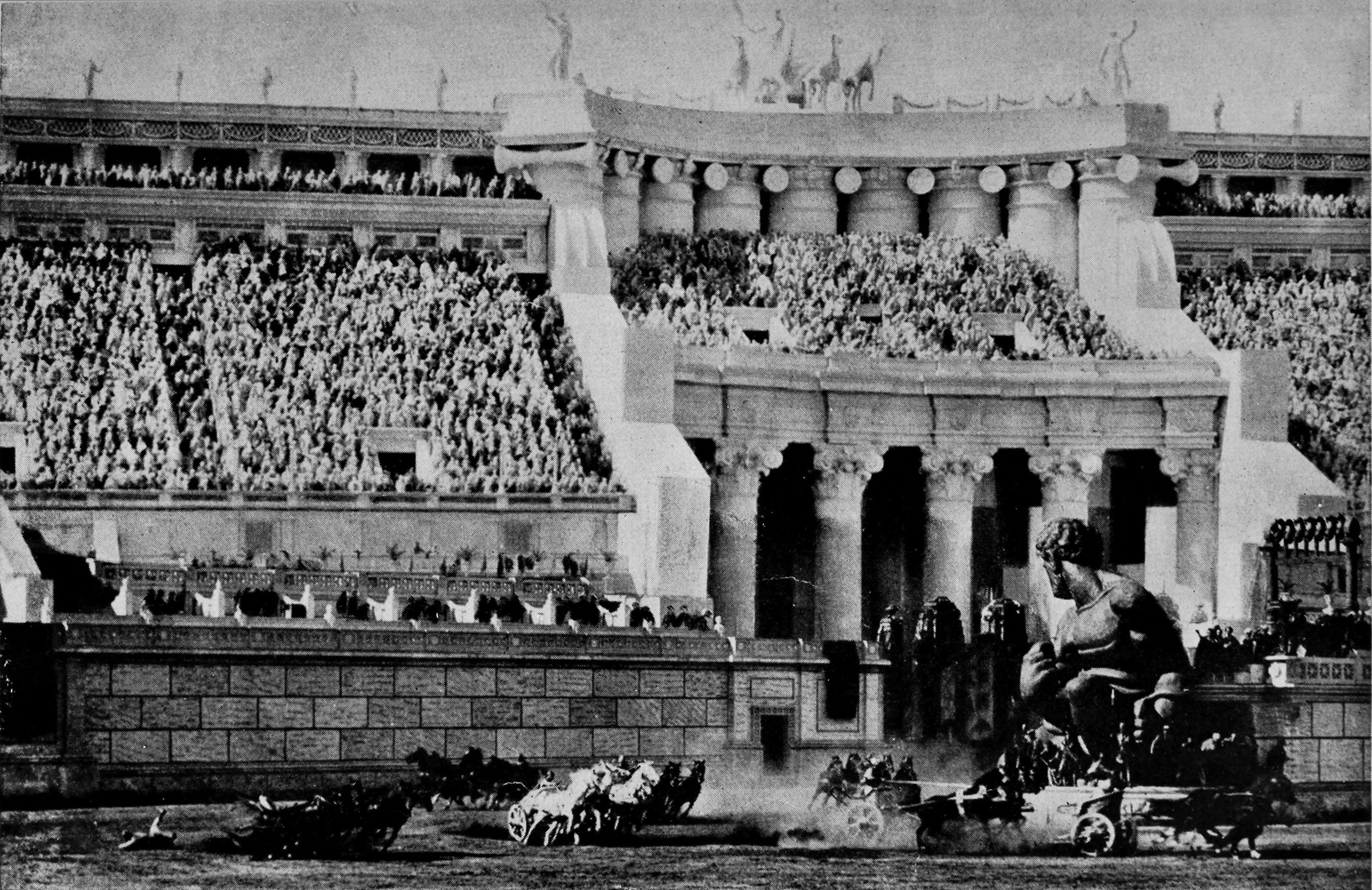
Ристание на колесницах из экранизации 1925 года
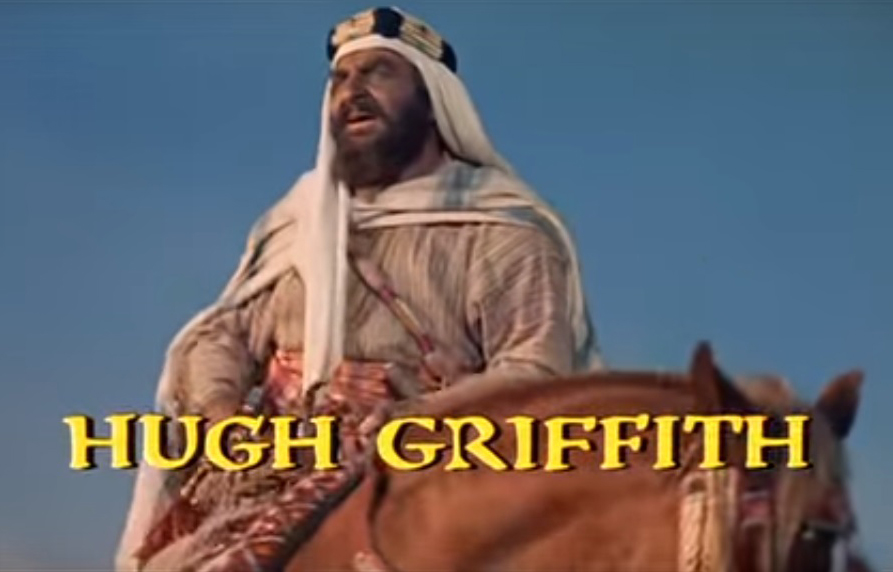
Хью Гриффит в роли шейха Илдерима в экранизации 1959 года
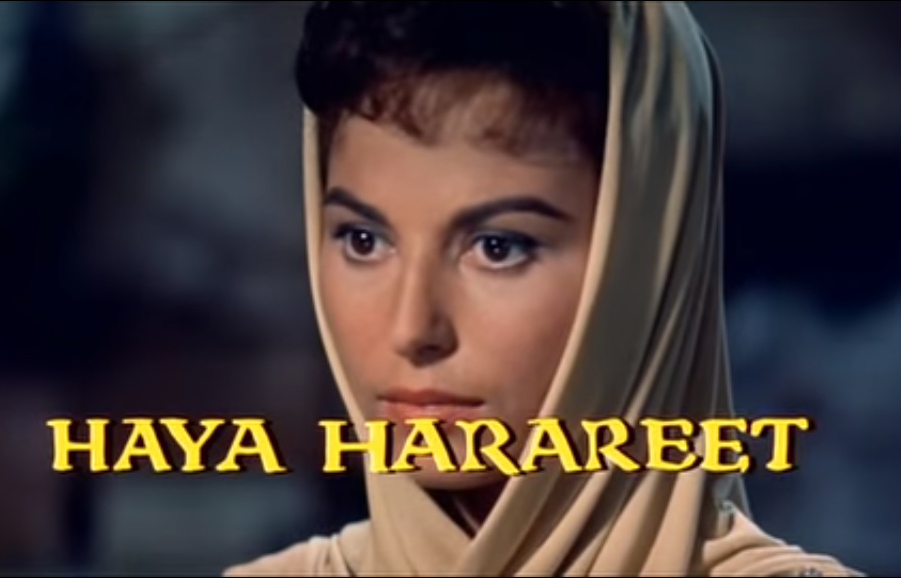
Хайя Харарит в роли Эсфирь в экранизации 1959 года

#### Галеры и колесницы

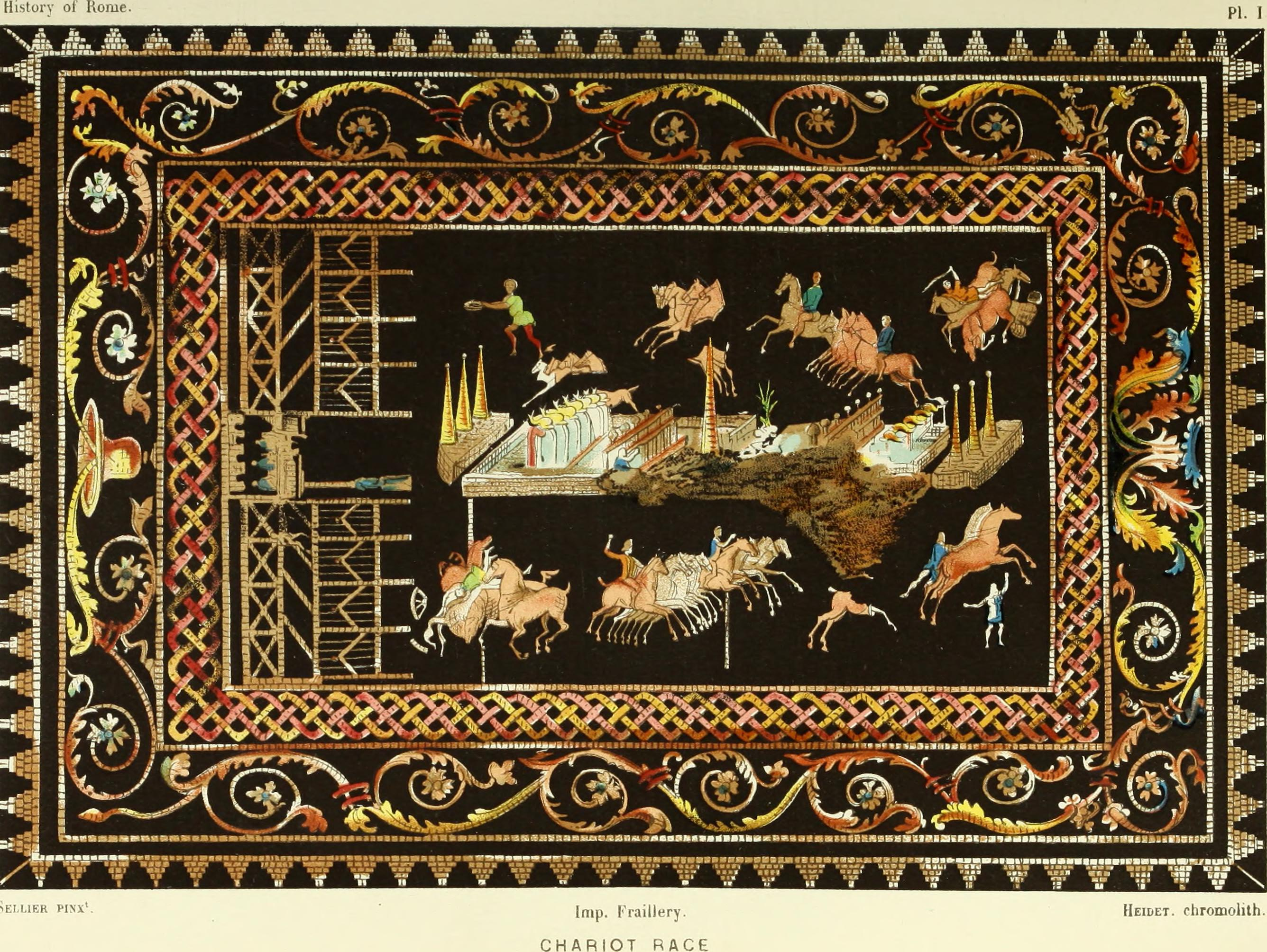
Античная мозаика с изображением колесничных ристаний

## Литературные особенности